# Schefflera tamatamaensis
Schefflera tamatamaensis är en araliaväxtart som beskrevs av Maguire, Steyerm. och David Gamman Frodin. Schefflera tamatamaensis ingår i släktet Schefflera och familjen araliaväxter. Inga underarter finns listade.